# Svenska serien 1914/1915 (fotboll)
Svenska serien 1914/1915 vanns av IFK Göteborg. Serien omfattade 10 omgångar. Seger gav två poäng, oavgjort gav en poäng och förlust gav 0 poäng.

## Poängtabell
| Nr | Lag            | S | V | O | F | GM | IM | MS  | P  |
| -- | -------------- | - | - | - | - | -- | -- | --- | -- |
| 1  | IFK Göteborg   | 8 | 6 | 0 | 2 | 25 | 11 | +14 | 12 |
| 2  | AIK            | 8 | 5 | 0 | 3 | 30 | 15 | +15 | 10 |
| 3  | Örgryte IS     | 8 | 5 | 0 | 3 | 22 | 18 | +4  | 10 |
| 4  | Djurgårdens IF | 8 | 3 | 1 | 4 | 17 | 18 | −1  | 7  |
| 5  | IFK Norrköping | 8 | 0 | 1 | 7 | 7  | 37 | −30 | 1  |